# Obroda
Obroda (plným názvem Klub za socialistickou přestavbu Obroda) byla opoziční iniciativa v Československu, která vyvíjela činnost v letech 1989–1990.
Tvořili ji v převážné většině vyloučení či vyškrtnutí členové KSČ, která se po porážce Pražského jara zbavovala „vnitřních nepřátel“. Existence iniciativy byla ohlášena v únoru 1989 a k jejím čelným představitelům patřili historikové Antonín Benčík, Václav Kural a Vojtěch Mencl, dále Josef Domaňský, Miluše Fischerová, Vladimír Kabrna a Josef Stehlík, v Brně pak Zdeněk Přikryl. Na činnosti Obrody se rovněž podíleli Čestmír Císař, Jiří Dienstbier a další. Klub se hlásil k odkazu pražského jara a ke Gorbačovově perestrojce. Po listopadu 1989 se představitelé Obrody pokoušeli výrazněji prosadit v Občanském fóru, mnozí z nich pak zamířili do řad sociálních demokratů.
Iniciativa vydávala časopis Dialog, který vycházel i v brněnské regionální mutaci.